# 吉祥寺秋まつり
吉祥寺秋まつり（きちじょうじあきまつり）は、東京都武蔵野市吉祥寺にて毎年秋に開催される秋祭りである。

## 概説
吉祥寺の氏神、武蔵野八幡宮の例大祭（9月14日・9月15日）に合わせ、9月第2土曜日と日曜日の2日間に分けて行われる。吉祥寺の街中を、勇壮な神輿が練り歩く。1973年（昭和48年）より毎年開催されている。
吉祥寺の神輿には大きく分けて2種類があり、一つは武蔵野八幡宮の宮神輿、さらにもう一つは各町会がそれぞれ所有する神輿である。このうち、武蔵野八幡宮の宮神輿は武蔵野八幡宮神輿保存会が維持・管理をしている。
両日とも行われる町会神輿渡御には武蔵野八幡宮の宮神輿と、町会神輿10基、の計11基の神輿が参加する。
2日間にわたり、神輿以外にも子供神輿・山車や縁日が行われるほか、また武蔵野市の無形文化財である『むさしの囃子』も披露され、多くの人で賑わう。

## 祭りの進行
1日目
武蔵野八幡宮での動座祭（神様が神輿に移る儀式）から始まり、宮出しの後、各町会から順に神輿が渡りながら商店街（サンロード、ダイヤ街など）を渡卸し、宮神輿の前には女性たちが扮する華やかな手古舞などが先導する。
2日目
午後3時に、吉祥寺駅前平和通りに神輿が集結し「神輿連合渡御」が行われる。
午後5時に、武蔵野八幡宮にて神幸祭を執り行う。さらに同時間帯には、祭りのフィナーレを飾る勇壮な宮入が行われる。
後日
9月15日に武蔵野八幡宮にて還座祭が行われる。

## 町会神輿渡御
以下の10町会の神輿のほか、武蔵野八幡宮神輿が加わり合わせて11基の神輿が参加する。各町会とも、神輿担ぎは町会規定の半纏の着用が義務付けられる。
参加10町会の神輿
- 祥南神輿
- 平和通り神輿
- 大正祭礼神輿
- 稲荷町神輿
- 井の頭通り神輿
- サンロード神輿
- 吉南祭礼神輿
- ダイヤ街神輿
- 五日市通り親交会神輿
- 中道通り神輿

## 備考
- 9月第2土曜日・日曜日開催という性質上、年度によっては、台風などによる荒天の影響で1日目もしくは2日目、または両日とも中止される場合もある（一例として2013年[4]）。このため、月曜日が祝日（第3月曜日、敬老の日）であっても順延は行われない。